# Dragonwood
Dragonwood (mit dem Untertitel „Ein Spiel voll Glück & Wagemut“) ist ein Karten- und Würfelspiel des amerikanischen Spieleautors Darren Kisgen, das 2015 zuerst in den Vereinigten Staaten von Gamewright und 2016 bei White Goblin Games erschien. Eine deutsche Version des Spiels ist seit 2018 bei dem Schweizer Spieleverlag Game Factory verfügbar. Bei dem Spiel handelt es sich um ein reduziertes Dungeon-Crawler-Spiel mit einer Kombination aus einem Kartenspiel, bei dem Kombinationen von Karten gesammelt werden müssen, und einem Würfelspiel, bei dem möglichst hohe Würfelwerte erzielt werden müssen. Thematisch müssen die Mitspieler als Abenteurer in einem Wald möglichst viele und gefährliche Monster besiegen und so das Spiel gewinnen.

## Thema und Ausstattung
Bei dem Spiel versuchen die Spieler im Stil eines Dungeon Crawlers in einem Fantasywald durch Kartenkombinationen und dem Einsatz von Würfeln und Ausrüstungsgegenständen möglichst viele und wertvolle Gegner zu besiegen. Das Spiel kombiniert dabei die Mechanik eines Kartenspiels wie Phase 10 (Kombinationen von Zahlenwerten und Zahlenreihen) mit einem Glücksspiel, bei dem durch Würfel möglichst hohe Augenzahlen geworfen werden müssen.
Das Spielmaterial besteht neben einer Spielanleitung aus:
- 64 Abenteurer-Karten, davon je 12 in 5 Farben mit den Werten 1 bis 12 und vier Glückskäfer-Karten,
- 42 Dragonwood-Karten mit Verstärkungen für die Spieler, Gegnern und Ereignissen, und
- 6 Würfel, jeweils mit den Werten 1, 2, 2, 3, 3, 4, sowie
- 2 Kurzanleitungen für das Spiel.

## Spielweise
Vor dem Spiel werden die Karten nach den unterschiedlichen Rückseiten sortiert. Aus den grünen Dragonwood-Karten werden die beiden Drachenkarten zur Seite gelegt und die restlichen Karten werden gemischt. Je nach Spielerzahl werden 8, 10 oder 12 Karten vom Stapel entfernt und aus dem Spiel genommen. Die obersten 5 Karten des Stapels werden offen ausgelegt. Da in der Erstauslage kein Ereignis vorhanden sein darf, wird ein solches, wenn es ausliegt, wieder in den Stapel gemischt. Danach werden die beiden Drachen in die untere Hälfte des Kartenstapels eingemischt und dieser kommt als Nachziehstapel neben die Auslage. Die Abenteurer-Karten werden ebenfalls gut durchgemischt und jeder Spieler erhält von diesen 5 Karten, die er auf die Hand nimmt; sollte ein Glückskäfer dabei sein, kommt dieser zurück in den Kartenstapel und der Spieler bekommt eine neue Karte. Die restlichen Karten kommen ebenfalls als Nachziehstapel neben die Dragonwood-Karten.
Beginnend mit einem Startspieler wird das Spiel im Uhrzeigersinn gespielt. Der jeweils aktive Spieler kann entweder versuchen, eine Abenteurer-Karte nachziehen oder eine der ausliegenden Dragonwood-Karten zu erobern. Entscheidet sich der Spieler für die erste Option, zieht er eine Karte vom Abenteurer-Stapel und beendet seinen Zug. Zieht der Spieler einen Glückskäfer, legt er diesen ab und zieht danach zwei neue Karten. Jeder Spieler darf allerdings am Ende seines Zuges nur 9 Karten auf der Hand haben und muss überzählige Karten abwerfen.
Entscheidet sich der Spieler dazu, eine Dragon-Wood-Karte erobern zu wollen, beginnt er dies mit der Ansage, welche Karte er angreifen möchte und auf welche Art dies geschehen soll. Dabei gibt es zwei verschiedene Typen: Die Kreaturen und die Verstärkungen. Die Kreaturen geben, wenn sie besiegt werden, Siegpunkte und werden von den Spielern gesammelt. Die Verstärkungen entsprechen besonderen Ausrüstungsgegenständen, die ein Spieler in späteren Runden zu seinem Vorteil nutzen kann. In beiden Fällen erfolgt der Angriff auf dieselbe Weise. Der Spieler hat drei Möglichkeiten, eine Karte anzugreifen: durch einen Schlag, einen Tritt oder einen Schrei. Je nachdem, welchen Angriff er wählt, benötigt er eine andere Kartenkombination:
- Schlag: Eine Zahlenreihe beliebiger Farbe
- Tritt: Karten mit derselben Zahl
- Schrei: Karten der gleichen Farbe

Die Anzahl der Karten in dieser Kombination gibt vor, wie viele Würfel der Spieler für den Angriff verwenden darf; dabei darf er einen Würfel pro abgelegter Karte verwenden, die maximale Anzahl ist sechs. Nach dem Wurf wird das Ergebnis (plus evtl. vorhandener Verstärkungen aus den Vorhergehenden Runden bei Kreaturen; zum Erobern von Verstärkungen dürfen keine anderen Verstärkungen genutzt werden) mit dem Wert auf der Karte verglichen, der dem Angriffstyp entspricht. Wenn der Spieler einen gleichen oder höheren Wert erreicht, hat er die Karte erobert und kann sie zu sich nehmen. Bei einem Erfolg werden alle ausgespielten Abenteurer-Karten abgelegt, bei einem Misserfolg darf der Spieler sie wieder auf die Hand nehmen und danach eine Karte ablegen. Zum Schluss des Zuges wird die Landschaft vom Dragonwood-Stapel wieder aufgefüllt. Wenn dabei eine Ereignis-Karte aufgedeckt wird, wird diese ausgeführt und abgelegt und auch diese Lücke wird wieder aufgefüllt.
Das Spiel endet, wenn entweder beide Drachen besiegt wurden oder der Abenteurer-Stapel zweimal durchgespielt wurde und die Spieler noch je einen Zug durchgeführt haben. Die Spieler zählen ihre Siegpunkte und der Spieler, der die meisten Kreaturen besiegt hat, bekommt einen zusätzlichen Bonus von drei Siegpunkten. Gewinner wird der Spieler mit den meisten Siegpunkten, bei einem Gleichstand der mit den meisten Kreaturenkarten.

## Varianten
Die Spielregeln von Dragonwood geben mehrere Varianten an:
- für ein schnelleres Spiel können zum Start mehr Dragonwood-Karten aus dem Spiel genommen werden.
- die Drachenkarten können auch normal mit den anderen Karten gemischt werden. In dem Fall endet das Spiel, sobald der zweite Drachen aufgedeckt wird oder der Abenteurer-Stapel zweimal durchgespielt wurde.
- als Fortgeschrittenen-Variante werden zu Beginn zwei Abenteurer-Karten neben den Nachziehstapel gelegt. Der aktive Spieler darf entscheiden, ob er beim Nachziehen eine offen ausliegende oder eine verdeckte Karte ziehen möchte. Entscheidet er sich für eine offen ausliegende Karte, wird diese danach durch eine Karte vom Nachziehstapel ergänzt.
- Drachenzauber: Der Drachenzauber ist eine zusätzliche Angriffsart, einen Drachen zu besiegen. Der Drache kann in dem Fall mit einer Kartenkombination aus drei aufeinanderfolgenden Karten gleicher Farbe angegriffen werden, der Spieler darf jedoch nur mit 2 Würfel werfen. Erreicht er damit 6 oder mehr Punkte, hat er den Drachen besiegt. Bei einem Misserfolg muss er zwei Karten abwerfen.

## Geschichte und Rezeption
Das Spiel Dragonwood wurde von Darren Kisgen entwickelt und im Jahr 2015 bei dem amerikanischen Verlag Gamewright veröffentlicht. 2016 erschien eine Version in niederländischer Sprache bei White Goblin Games, eine deutschsprachige Version des Spiels ist seit 2018 bei dem Schweizer Spieleverlag Game Factory verfügbar.

## Belege
1. 1 2 3 4 5 6 7  Dragonwood, Spieleanleitung Game Factory, 2018.
2. ↑  Dragonwood, Versionen bei BoardGameGeek. Abgerufen am 8. Juli 2018.